# 莱昂·什图凯利
莱昂·什图凯利（1898年11月12日—1999年11月8日），南斯拉夫男子竞技体操运动员。他曾参加1924年、1928年和1936年三届夏季奥运会，共收获三枚金牌、一枚银牌和两枚铜牌。